# Jovem Pan News Maceió
Jovem Pan News Maceió é uma emissora de rádio brasileira com sede em Maceió, capital de Alagoas. Opera na frequência 102,7 MHz do dial FM, e é afiliada à Jovem Pan News. Fundada em 19 de setembro de 1995, sua torre de transmissão está localizada na Rua Aristeu de Andrade, número 355, no bairro do Farol, em Maceió.

## História
Em 2006, as emissoras de rádio Jovem Pan 102.7 FM e Maceió 97.7 FM, enfrentaram um grave problema em suas instalações. Devido às fortes chuvas, o telhado do prédio onde ficam as duas emissoras cedeu, causando infiltrações de água em todo o último andar. Consequentemente, diversos equipamentos essenciais para a operação das rádios foram danificados, como mesas de som, computadores e o estúdio de gravação da Maceió FM. A Jovem Pan, embora tenha sofrido menos danos, precisou remover toda a forração acústica do estúdio. Diante da necessidade de reconstrução, a reforma que já estava planejada foi antecipada.
Em 25 de abril de 2022, a Rede Jovem Pan FM informou que havia rescindido o contrato de afiliação com a então Jovem Pan FM 102.7 de Maceió em 18 de abril. Desde então, a frequência estava retransmitindo a programação da Jovem Pan do formato jovem/pop em seu canal captando o áudio via internet o que, segundo a rede paulistana, ocorria sem autorização da matriz. No entanto, no início da tarde do dia 25, durante a transmissão do programa "Pânico" a 102.7 FM cortou o áudio da Jovem Pan, e após 8 minutos de bipe, entrou uma seleção musical que se estendeu até às 15h, quando então retornou com os comerciais e playlist musical local sem identificação da emissora. Esse foi o encerramento de sua identificação como Jovem Pan FM, que era mantida desde 1995, sendo portanto uma das mais antigas da rede Jovem Pan FM.
Em 2022, a expectativa era grande para a estreia da Transamérica FM marcando o retorno da emissora à capital alagoana. A emissora já havia atuado anteriormente na frequência 97.7 MHz, que hoje pertence à Antena 1 Maceió, também de propriedade do Grupo GB de Comunicação. A estreia oficial ocorreu em dezembro daquele ano.
Em 27 de dezembro de 2024, deixa a Transamérica e passa a fazer parte da Jovem Pan News.